# Cabeza de Vaca (Tumbes)
Le site de Cabeza de Vaca (En Français : Tête de vache) est un complexe archéologique situé dans le district de Corrales, l'un des 6 districts de la province de Tumbes dans le département de Tumbes au Pérou. 
Il est situé à 5 km au sud-ouest du centre-ville de Tumbes, la capitale régionale et à 6 km de l'Océan Pacifique.
Sur une superficie de 69,39 ha, la plupart de ses structures sont actuellement en ruines et beaucoup d'entre elles ont disparu.

## Histoire
Selon les recherches menées par les archéologues, cet ancien noyau urbain était le centre administratif et cérémoniel le plus important du nord de l'Empire inca. 
Il occupait une place stratégique au nord du Qhapaq Ñan car il était situé sur la section initiale du Chemin Inca de la Côte et en même temps sur la route maritime qui permettait -via le golfe de Guayaquil - d'accéder au produit le plus précieux du monde andin: le Spondylus.
Décrit dans la littérature archéologique comme "Corrales", "San Pedro de los Incas", "Tumbes Antiguo" ou "Cabeza de Huaca", il est actuellement un site emblématique de l'identité culturelle du département de Tumbes.
Son image a été utilisée sur une pièce commémorative de 1 sol en 2016, pour représenter le département, faisant partie d'une série intitulée Richesse et Fierté du Pérou.

## Description
La zone archéologique est constituée d'une série de structures en pierre et en adobe, ainsi que de concentrations superficielles d'artéfacts (fragments de céramique, restes de mollusques, sculptures et déchets alimentaires, restes d'os, instruments en pierre, etc.) qui sont répartis dans son intégralité. 
Sur la base de ces preuves, les secteurs présentant des différences fonctionnelles et hiérarchiques (administratives, religieuses et de production) ont été définis.

### Principales structures
- Huaca del Sol :  Structure la plus grande, non seulement dans la zone archéologique monumentale, mais aussi dans toute la région de Tumbes. C'est une pyramide d'adobe tronquée, érigée en trois niveaux décalés.
- Atelier malacologique :  Il est situé sur l'une des collines à l'est de la Huaca del Sol. A sa surface ont été découverts une grande quantité de restes de mollusques, tels que des bivalves (de spondylus, des anadara et des ostreoidea), des conques (strombus), des conus et des melongenidae.
- Petites Huacas :  Ensemble de monticules dont les surfaces ne dépassent pas 40 × 30 m et dont la hauteur varie entre 1,5 et 3,8 m. Ils sont érigés dans la plaine qui s'étend au nord de la Huaca del Sol.
- Route pavée : Elle a été construite avec des galets et reliait la Huaca del Sol à la zone côtière entre Playa Hermosa et l'estuaire du río La Chepa. Aujourd'hui, elle est presque détruite.
- Canal d'irrigation :  Il traverse la zone archéologique d'est en ouest, actuellement il est presque détruit par l'expansion urbaine, routière et agricole.

### Protection
Bien qu'il ait été déclaré patrimoine culturel de la nation en 2000, le complexe a subi un fort impact en raison de l'expansion démographique et agricole de cette région. Pour cette raison, l'organisme péruvien Qhapaq Ñan – Sede Nacional s'est d'abord consacré au diagnostic et à l'investigation de la zone, puis s'est concentré sur l'amélioration avec la participation de la population locale qui a été directement impliquée. 
L'ouverture de la Huaca del Sol, structure principale du complexe, fournit une source d'identité et de progrès aux habitants qui participent à des ateliers et à des formations dans le but de les impliquer dans la gestion future du site.
La zone archéologique a déjà été balisée, les zones de fouilles ont été couvertes et protégées, et la campagne de sensibilisation auprès de la population voisine a commencé.

### Musée du site
Le  Museo de Sitio de Cabeza de Vaca «Gran Chilimasa»' est un musée situé dans le district de Corrales, province de Tumbes, région de Tumbes, Pérou. Il est situé dans le village de San Pedro de los Incas, passage el Museo 117 Cabeza de Vaca - Norte – Corrales. Il est administré par le ministère de la Culture. 
Il expose des matériaux archéologiques, photographiques et des plans réalisés lors des investigations et des fouilles, ainsi que des poteries, des outils en pierre, des armes et des spondyles travaillés. 
Le musée souligne l'importance de Cabeza de Vaca sur le Chemin de l'Inca,. Il montre également une reconstitution graphique de la vie quotidienne des anciens colons. Il dispose de deux salles d'exposition dont une sur les découvertes malacologiques.